# JR西日本プロパティーズ
JR西日本プロパティーズ株式会社（ジェイアールにしにほんプロパティーズ）は、東京都港区に本社を置く日本の不動産会社である。また西日本旅客鉄道（JR西日本）の連結子会社、三菱重工業の持分法適用会社でもある。

## 概要
三菱重工業の不動産部門が再編され、JR西日本グループの傘下に入ったものである。株主はJR西日本 70 %、三菱重工業 30 %である。
2016年1月1日に三菱重工業の工場・施設管理、建設、不動産関連の事業を手掛けるグループ企業８社を統合、完全子会社の菱重エステート株式会社を存続会社、他7社を消滅会社として、菱重ファシリティー&プロパティーズ株式会社（現・MHIファシリティーサービス株式会社）を発足させた。2017年1月1日付で会社分割により菱重ファシリティー&プロパティーズ株式会社の不動産事業を承継した菱重プロパティーズ株式会社（2016年7月設立）の株式 70 %が、2017年2月1日付でJR西日本に譲渡され、菱重プロパティーズはJR西日本グループの一員になった。なお残り30 %の株は引き続き三菱重工業にて持ち続けるため、三菱重工業の持分法適用会社でもある。

## 沿革
- 2016年（平成28年）7月15日 - 菱重プロパティーズ株式会社として設立（株主：菱重ファシリティー&プロパティーズ 100 %）
- 2017年（平成29年）1月1日 - 菱重ファシリティー&プロパティーズの不動産関連事業を会社分割により承継する。これにより菱重プロパティーズの株式は、菱重ファシリティー&プロパティーズが70 %、三菱重工業が30 %となる。
- 2017年（平成29年）2月1日 - 西日本旅客鉄道（JR西日本）が菱重プロパティーズの株式のうち、菱重ファシリティー&プロパティーズが保有する持分を970億円で買収[4]。JR西日本の連結子会社となる。残り30 %の株は引き続き三菱重工業が保有する。
- 2018年（平成30年）7月1日 - JR西日本プロパティーズ株式会社に商号変更[5]。

## 事業内容
- 不動産賃貸事業
  - オフィスビル
  - 賃貸住宅
  - 商業サービス施設
  - 運営型共同住宅（シェアハウス、高齢者施設等）
- 不動産分譲事業
  - マンション分譲 - 「PREDEAR（プレディア）」
  - 戸建分譲 - 「PREDEAR STAGE（プレディアステージ）」
  - JR西日本不動産開発との共同事業は「J:GRANDEAR（ジェイグランディア）」で展開。
- 投資アセット開発事業
- JR西日本プライベートリート投資法人のスポンサー[6]